# Stéphanie de Beauharnais

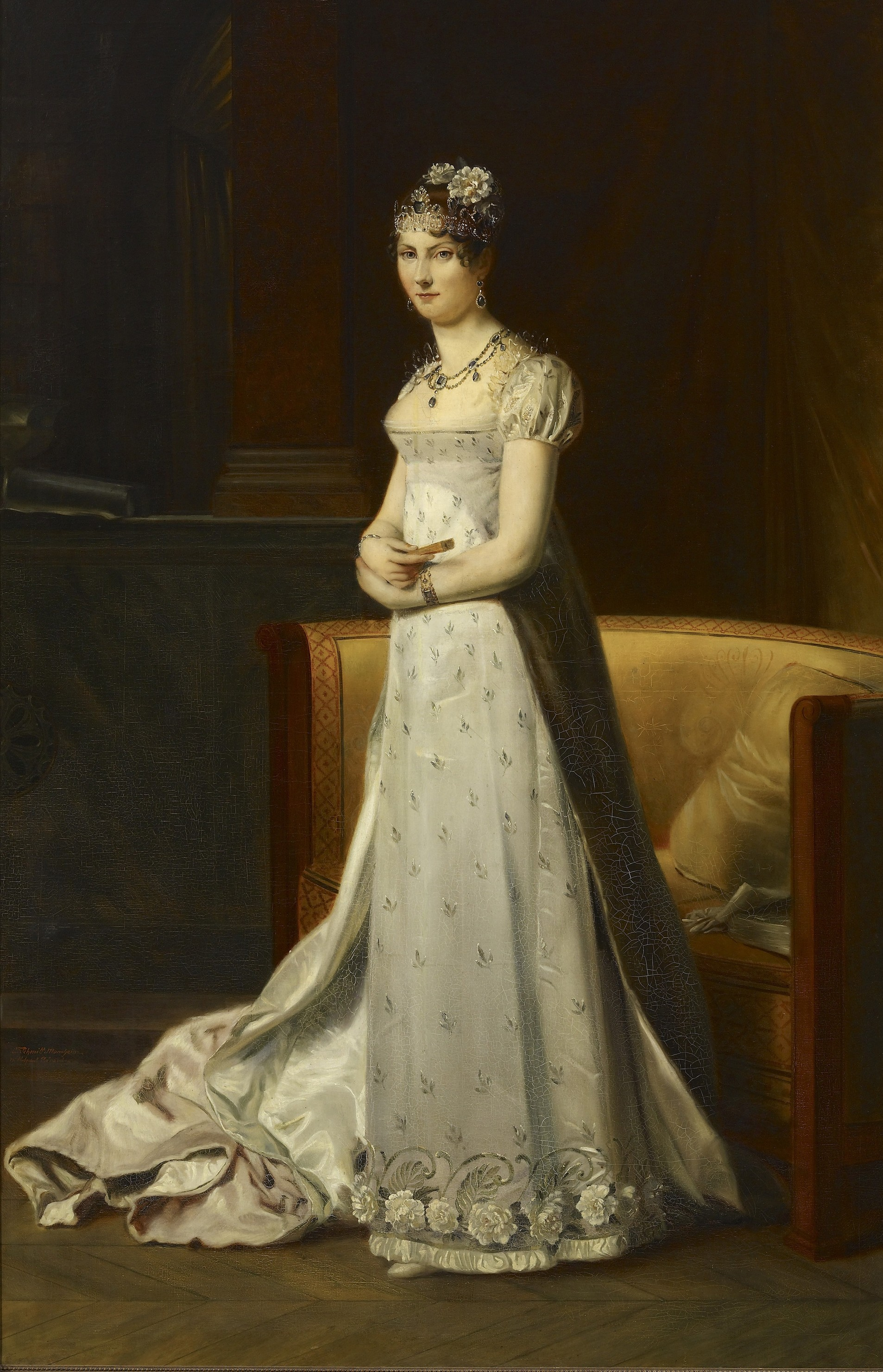
Stéphanie de Beauharnais (Gemälde von François Gérard, Paris 1806/1807)

Kaiserliche Prinzessin Stéphanie de Beauharnais

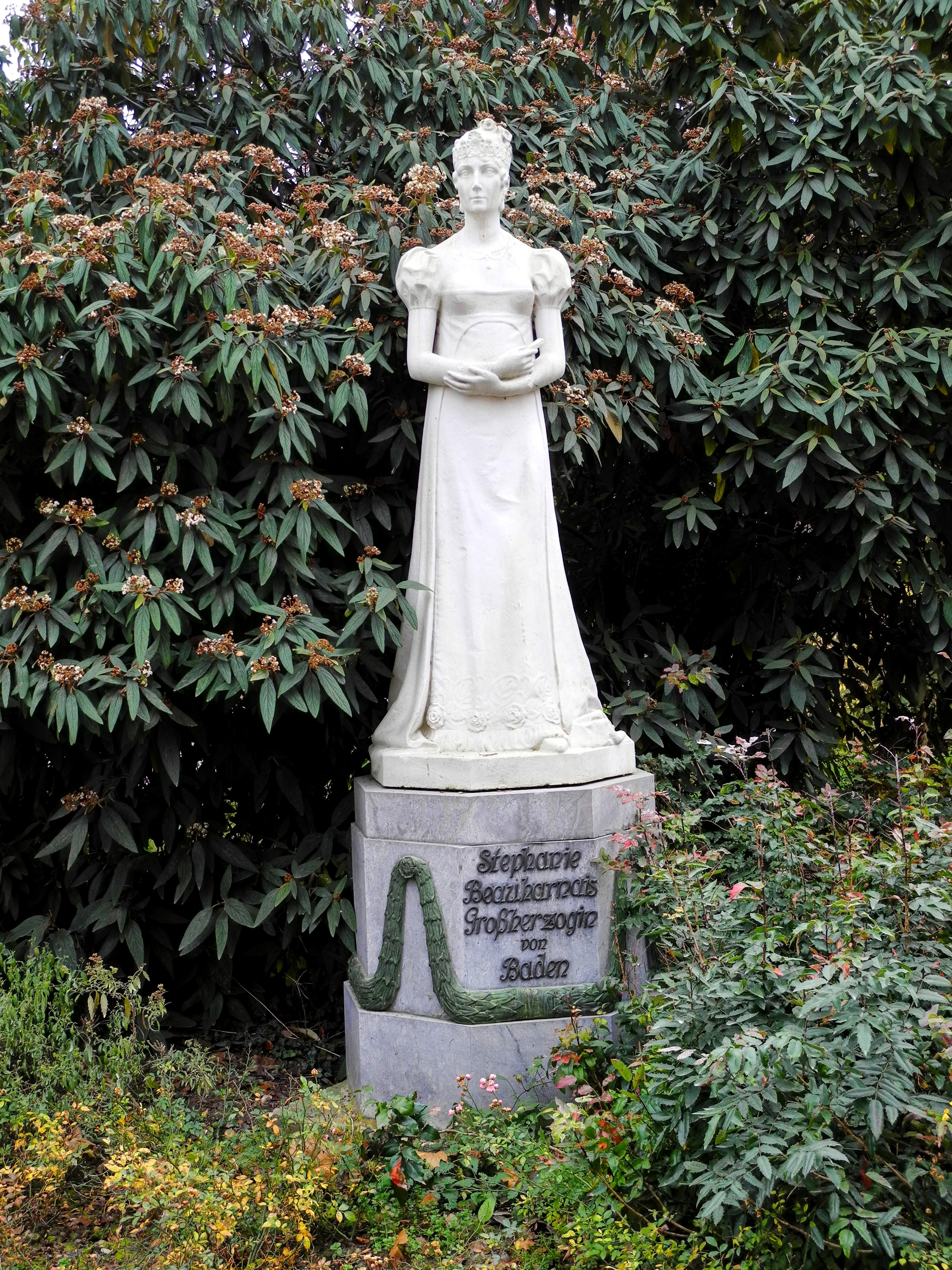
Statue am Stephanienufer in Mannheim, dem Gemälde von François Gérard (siehe oben) nachempfunden.

Kaiserliche Prinzessin Stéphanie Louise Adrienne de Beauharnais, auch Stéphanie Napoléon (* 28. August 1789 in Versailles; † 29. Januar 1860 in Nizza), war Adoptivtochter von Napoléon Bonaparte und Großherzogin von Baden.

## Leben
Stéphanie de Beauharnais wurde mitten in den Wirren der französischen Revolution als Tochter des Hauptmanns der königlichen Leibgarde Claude de Beauharnais und dessen Frau Claudine geboren. Die junge Mutter erkrankte nach der Geburt an Tuberkulose und floh mit der kleinen Stéphanie an die Riviera. Ihr Mann kümmerte sich um beide nicht und trat 1791 beim Tode seiner Frau alle Rechte an der drei Jahre alten Tochter an die Engländerin Lady Bath ab. Stéphanies Mutter hatte ihr als ihrer Jugendfreundin die Fürsorge für das Kind überantwortet. Bei ihrer Rückkehr nach England nahm diese das kleine Mädchen jedoch nicht mit und vertraute die Dreijährige zwei Nonnen an, die mit dem Kind bei mehrmaligem Ortswechsel in Südfrankreich untertauchten. 1797 wurde der Wohnsitz nach Périgueux verlegt.
Inzwischen hatte Napoléon Bonaparte, damals Erster Konsul Frankreichs, erfahren, dass es in Südfrankreich eine – wenn auch entfernte – Verwandte seiner Frau Joséphine de Beauharnais gab. Er verlangte von Claude de Beauharnais, seine Tochter nach Paris zurückzuholen. So musste Stéphanie im Jahre 1803 nach Paris übersiedeln. Ab 1803 sollte Stéphanie eine standesgemäße Ausbildung erfahren und wurde von Napoleon in das renommierte Institut der Madame Campan geschickt.
Im Jahre 1806 war das Ende von Stéphanies Schulzeit gekommen. Napoleon ließ sie nach Paris zurückholen und adoptierte sie. Dadurch erhielt sie den Titel „Son Altesse Impériale Mademoiselle Stéphanie Napoléon, fille adoptive de Sa Majesté l’Empereur des Français, Roi d’Italie“ und rangierte damit im Hofzeremoniell vor den beiden Schwestern Napoleons.
Im April 1806 wurde die Hochzeit Stéphanies mit Erbprinz Karl von Baden in den Tuilerien gefeiert. Sie blieben in Paris, bis sie im Juni desselben Jahres ihre neue Residenz, das Mannheimer Schloss, bezogen.
Im Jahre 1811 wurde Karl Großherzog von Baden und Stéphanie brachte im Juni dieses Jahres ihre erste Tochter, Luise, zur Welt, die spätere Gemahlin des Prinzen Gustav von Wasa.
Am 29. September 1812 wurde mit zweihundert Kanonenschüssen und unter dem Jubel der Karlsruher Bevölkerung die Geburt eines Thronfolgers verkündet. Das Kind starb jedoch bereits 17 Tage nach der Geburt. Später entstand das Gerücht, dieses Kind sei gegen einen kranken Säugling vertauscht worden und 1828 als Kaspar Hauser in Nürnberg wieder aufgetaucht. Dies fand im Volksglauben weite Verbreitung, gilt in der geschichtswissenschaftlichen Literatur jedoch spätestens seit den einschlägigen Untersuchungen von Otto Mittelstädt und Antonius van der Linde als widerlegt.
Am 21. Oktober 1813 wurde die Tochter Josephine Friederike Louise geboren, die spätere Gemahlin Karl Antons von Hohenzollern-Sigmaringen.
Ein weiterer Sohn wurde 1816 geboren, wurde jedoch nur ein Jahr alt. Eine weitere Tochter Marie Amalie (1817–1888) folgte 1817.
Am 8. Dezember 1818 verstarb Großherzog Karl ohne männlichen Erben.
In den Folgejahren lebte Stéphanie vor allem in Mannheim im ehemaligen kurfürstlichen Schloss und in ihrem Sommerpalais in Baden-Baden. In Mannheim ließ sie unter anderem den Schlossgarten als Englischen Garten auf den ehemaligen Wällen der Stadtbefestigung anlegen. Sie gründete dort einen Frauenverein und engagierte sich sozial. Am 28. Januar 1860 starb Stéphanie im Alter von 70 Jahren. Sie ist in der Fürstengruft in der Schloss- und Stiftskirche St. Michael in Pforzheim bestattet.

## Trivia
In einem Schrank der Sakristei der Kirche St. Stephan in Karlsruhe hängt ein Gewand von Stéphanie de Beauharnais, das zweimal im Jahr von einem Priester getragen wird, einmal am Sonntag Gaudete und das andere Mal am Sonntag Laetare. Hortense de Beauharnais widmete ihr ihre 12 Romances (verlegt nach 1827).

## Verwandtschaftsverhältnis zu Alexandre de Beauharnais
Stéphanies Großvater Claude de Beauharnais, Graf von Roches-Baritaud (1717–1784), ist der jüngere Bruder von François de Beauharnais, Marquis de la Ferté-Beauharnais (1714–1800). Dessen Sohn ist Alexandre de Beauharnais (1760–1794), der somit ein Onkel zweiten Grades von Stéphanie ist.
Alexandre de Beauharnais war der erste Mann von Marie Josephe Rose de Tascher de la Pagerie, besser bekannt als Joséphine, die spätere Gemahlin von Napoléon Bonaparte.

## Nachkommen
- Luise (1811–1854) ⚭ 1830–1842 Erbprinz Gustav von Schweden (1799–1877)
- Sohn (*/† 1812), Erbgroßherzog von Baden
- Josephine (1813–1900) ⚭ 1834 Fürst Karl Anton von Hohenzollern-Sigmaringen (1811–1885)
- Alexander Maximilian Carl (1816–1817), Erbgroßherzog von Baden
- Marie Amalie (1817–1888) ⚭ 1843 William Hamilton, 11. Herzog von Hamilton (1811–1863)